# Tour d'observation de Haukkavuori
La tour d'observation de Haukkavuori (en finnois : Haukkavuoren näkötorni) est située à Kotka en Finlande.

## Description
La tour est construite au centre de l'île de Kotkansaari. 
Son sommet est à 72 mètres d'altitude.
Du sommet de la tour on peut voir, au nord, le centre de Kouvola (environ 47 km) et au sud Suursaari (environ 40 km).

## Histoire
À l'origine la tour est un château d'eau.
L'architecte Jussi Paatela conçoit la tour dont la construction commence en 1914 et se termine en 1920.
Durant la Seconde Guerre mondiale on y surveille l'espace aérien.
Dans les années 1960, la tour est transformée en tour d'observation, quand le nouveau château d'eau est construit dans le quartier de Metsola.

## Activités
La tour est ouverte durant l'été.
Il y a un restaurant au rez-de-chaussée.
Le service des affaires culturelles de Kotka y tient une exposition dans l'ancien réservoir d'eau.
L'espace d'exposition a 7,5 mètres de diamètre et 12 mètres ed hauteur

## Vues de la tour

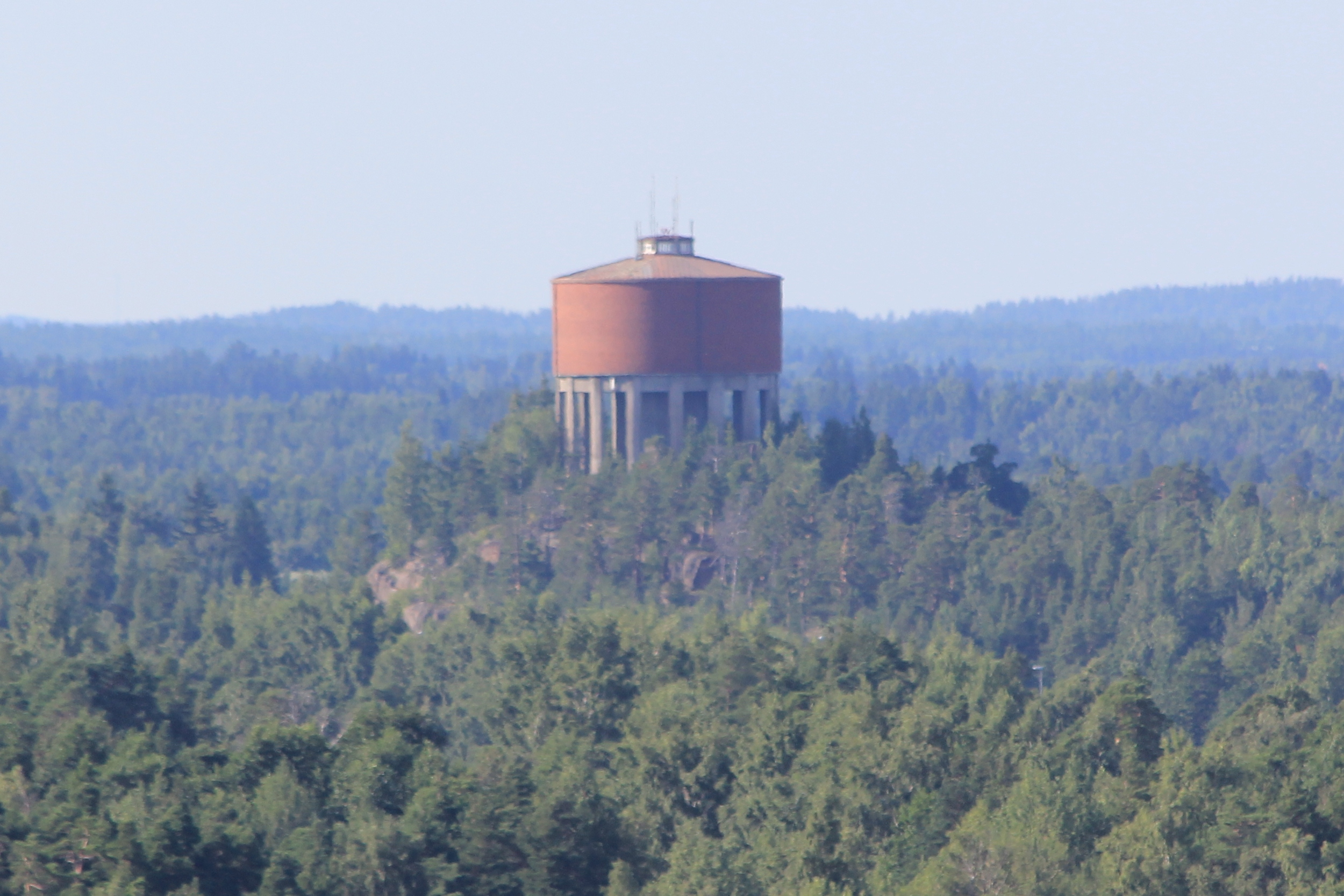
Le château d'eau de Jylppy.
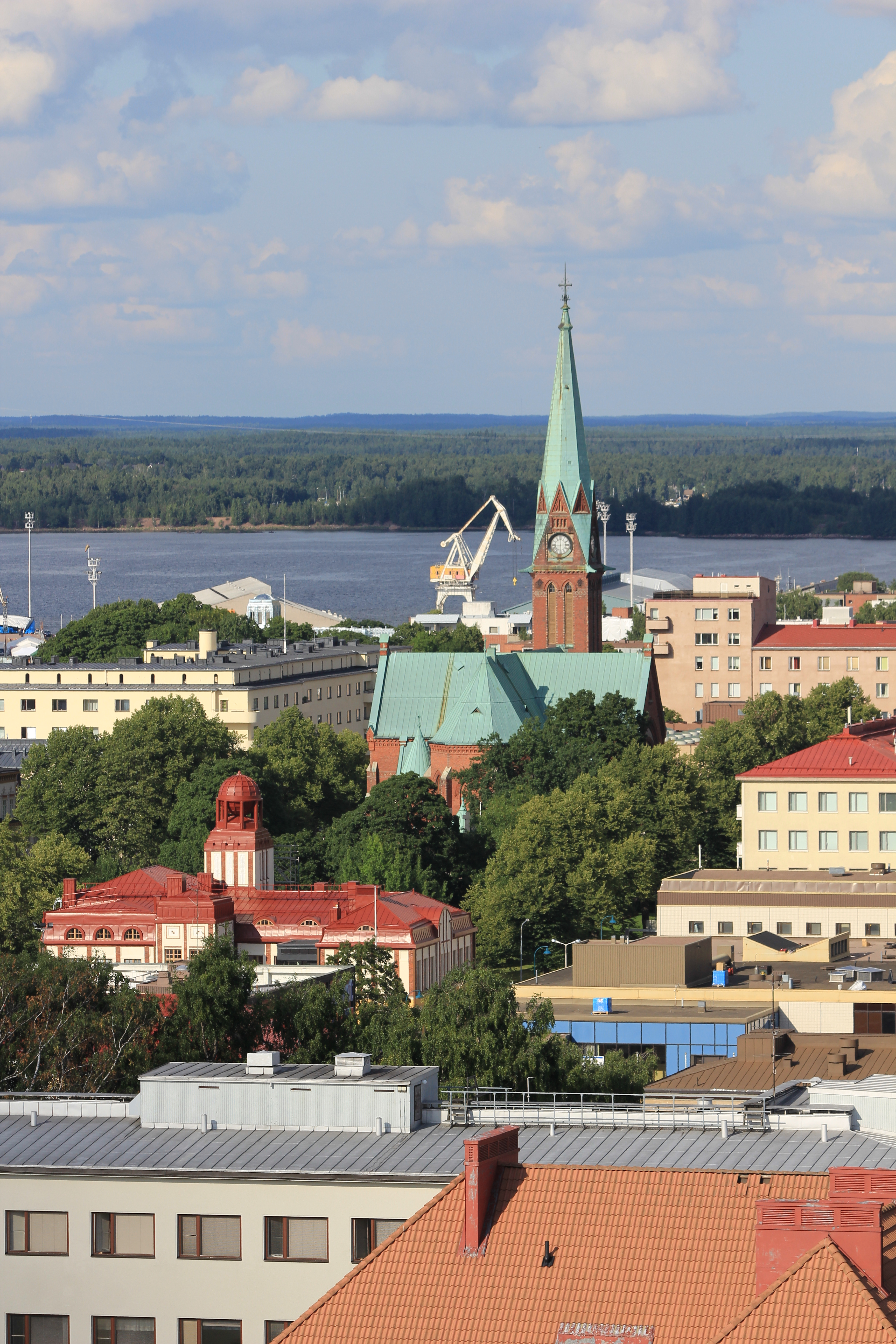
L’église de Kotka.
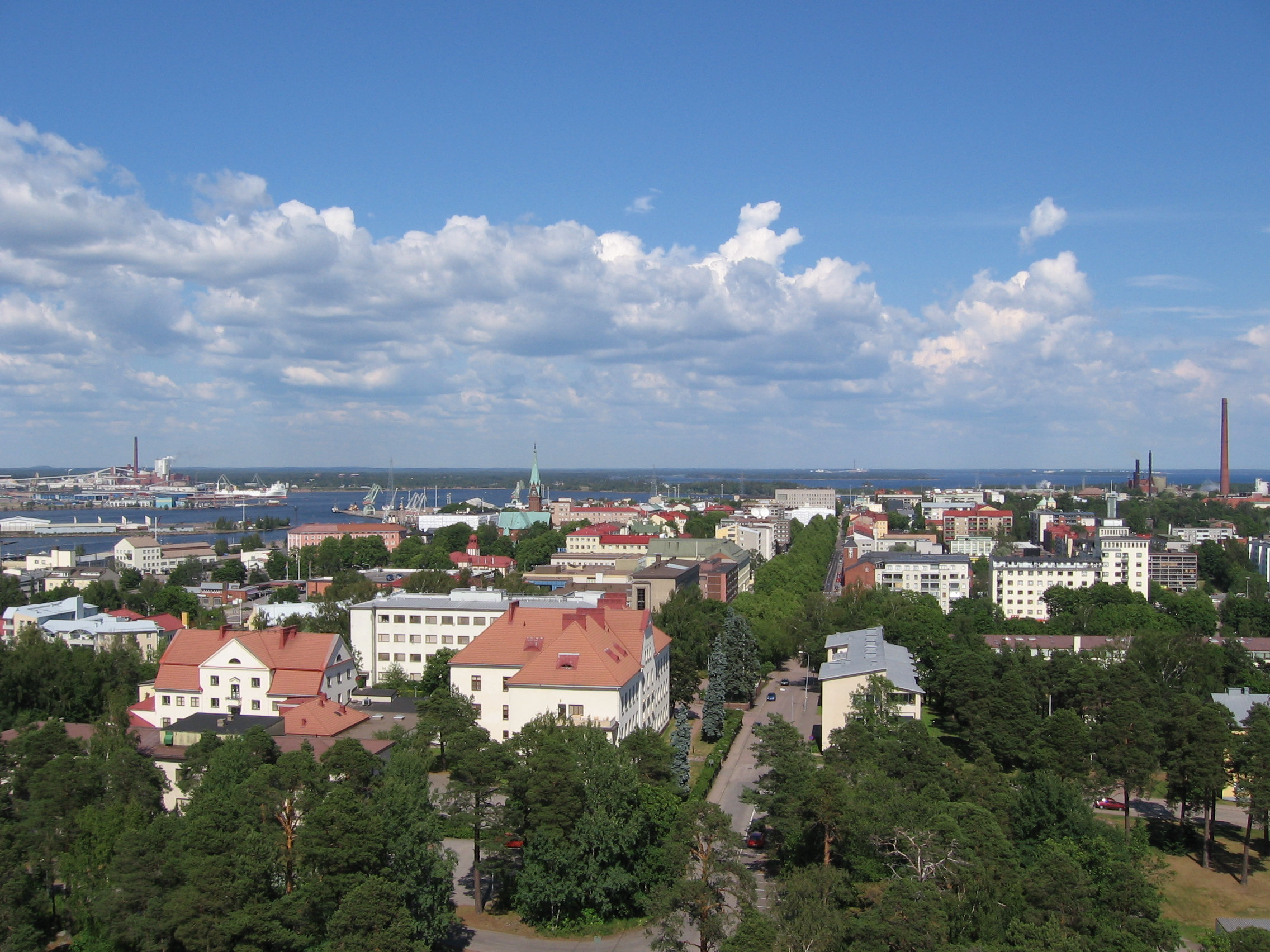
Kotkansaari.
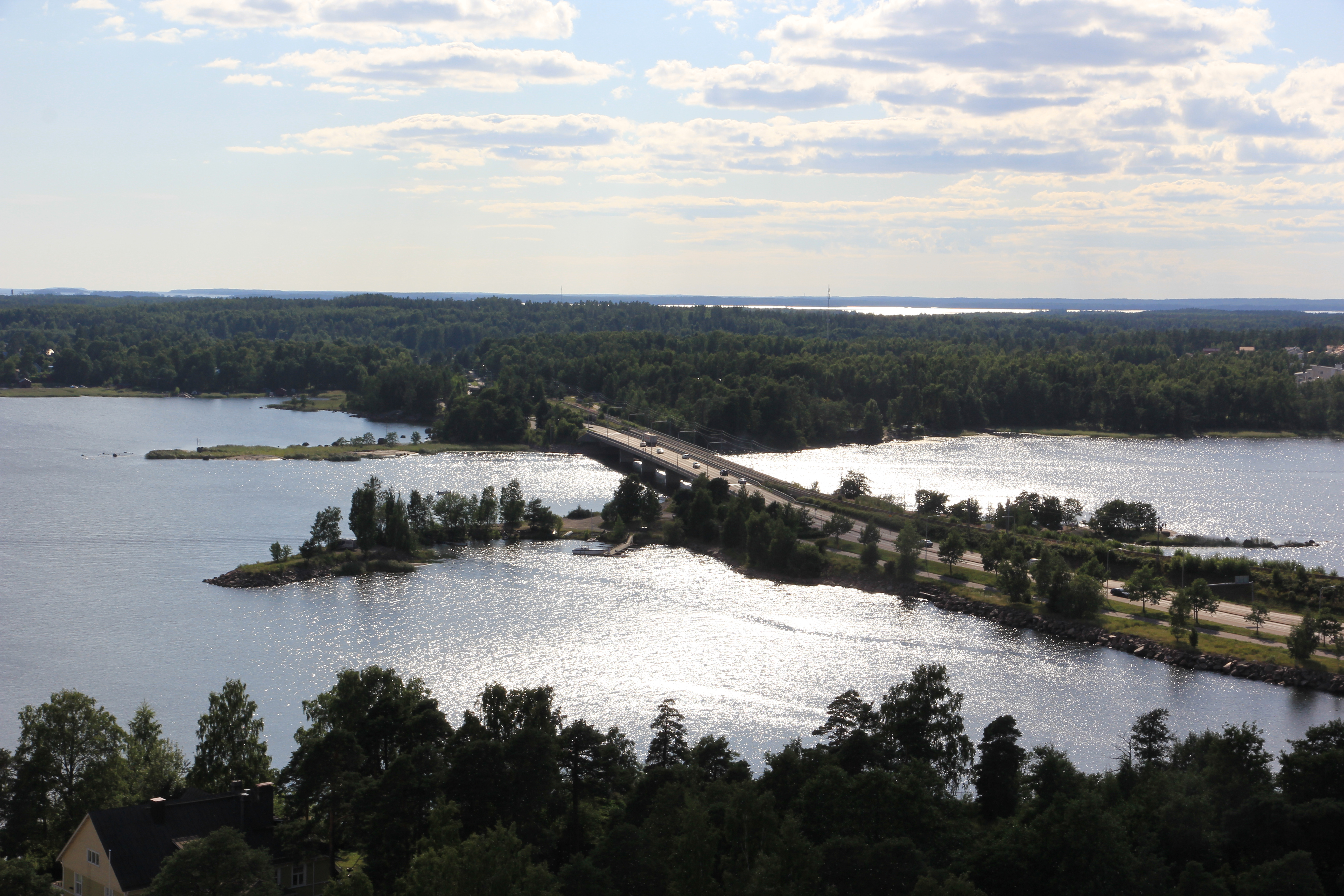
Le pont de Norssalmi.
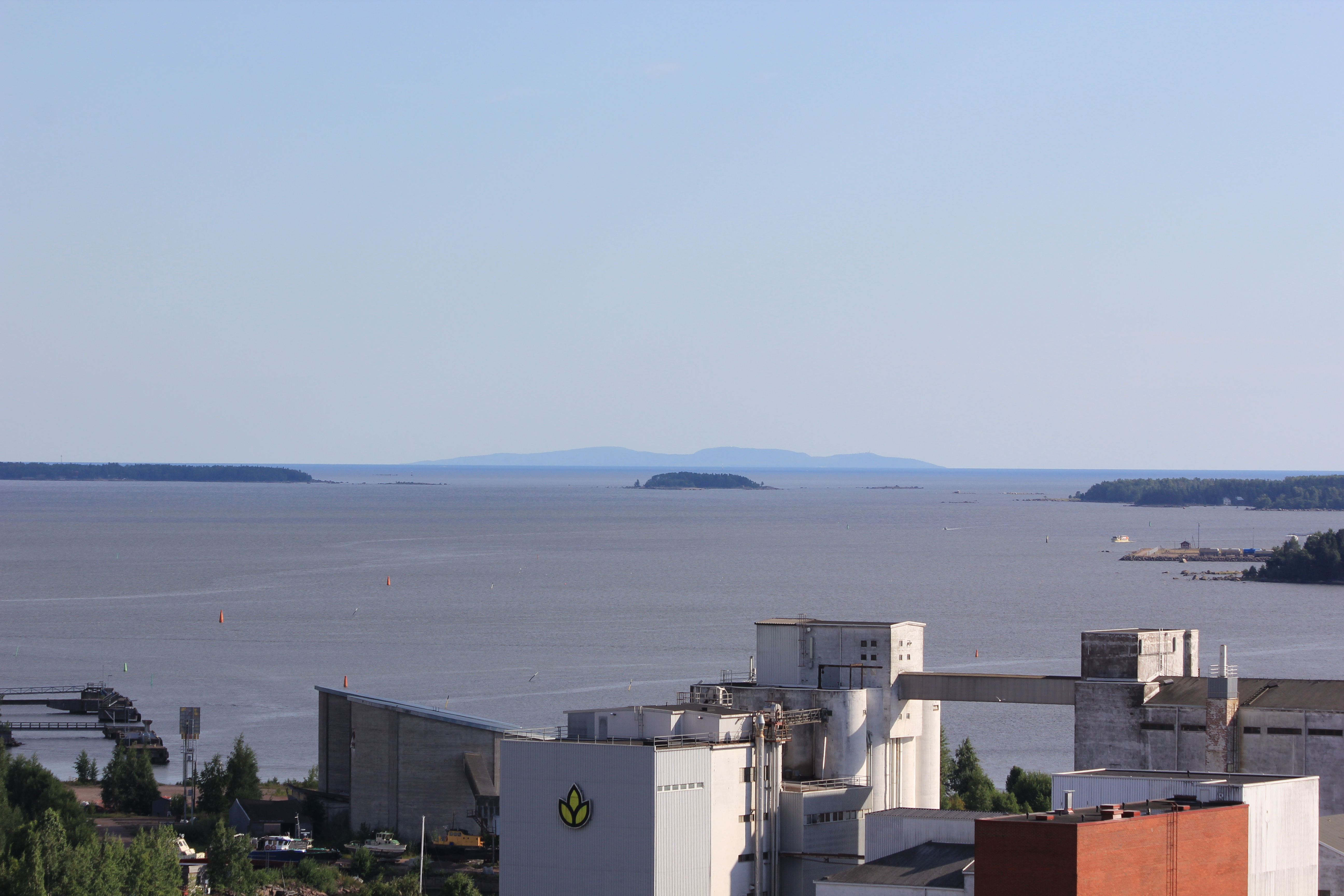
Suursaari.
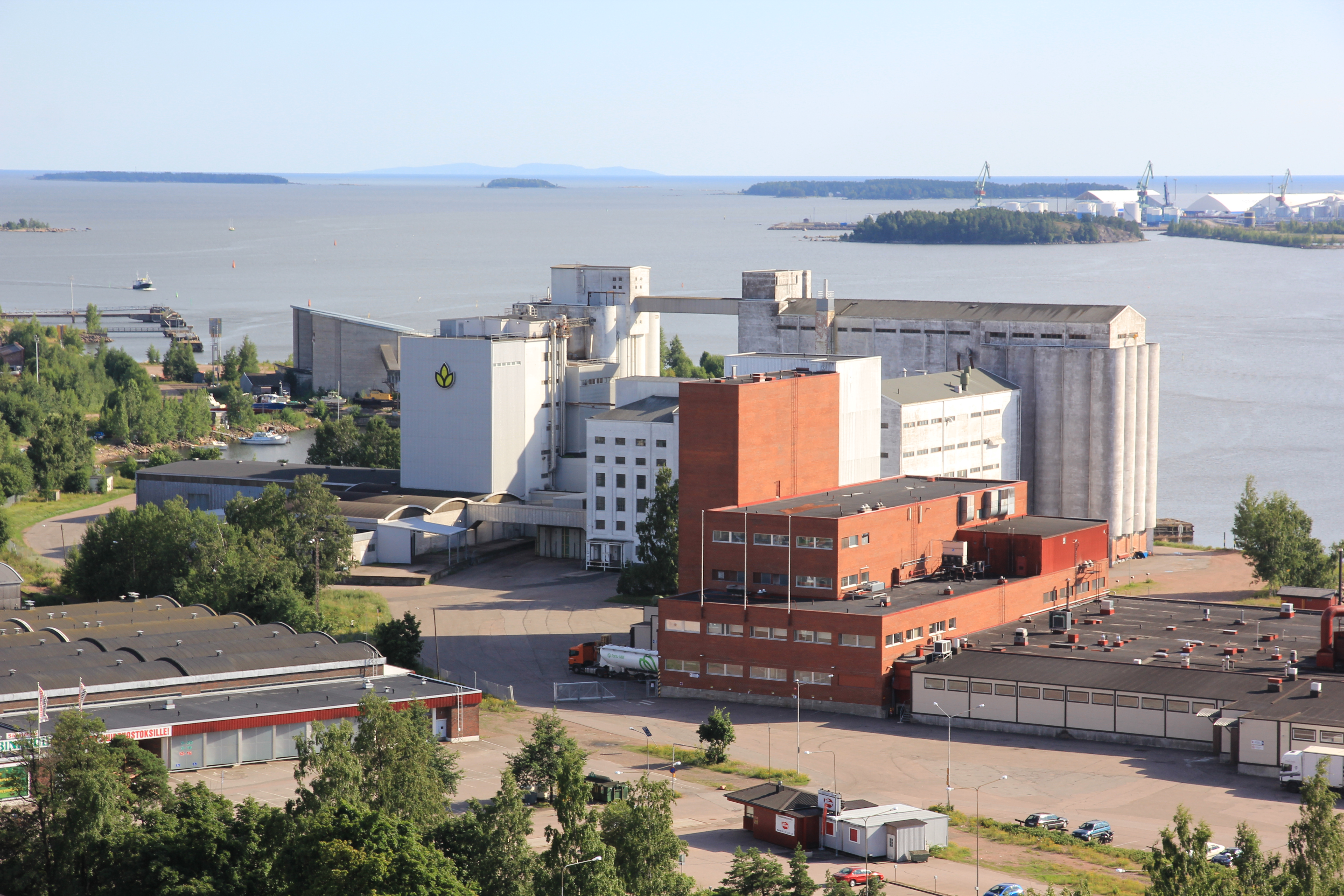
La boulangerie du groupe Vaasa.

Vue panoramique du sommet de la tour.